# The Hardest Part
The Hardest Part – utwór rockowej grupy Coldplay, pochodzący z jej wydanego w 2005 roku albumu, X&Y. 3 kwietnia 2006 roku miał swoją premierę w brytyjskich radiach oraz stał się dostępny cyfrowo. Z kolei w maju i kwietniu tego samego roku został wydany jako międzynarodowy singel na CD w Europie, Kanadzie, Japonii i Australii.
Podobnie jak poprzedni singel zespołu, „Talk”, piosenka była hołdem dla niemieckiej grupy Kraftwerk. Po nagraniu „The Hardest Part” Coldplay uznał, iż piosenka tak bardzo przypomina utwór „Losing My Religion” zespołu R.E.M., że byli gotowi usunąć go z albumu X&Y, do czego jednak ostatecznie nie doszło.
Na oficjalnej stronie Coldplay wokalista zespołu, Chris Martin, określił „The Hardest Part” jako "okropną piosenkę z dobrym teledyskiem". Nie podał on jednak żadnego powodu, poza krótką informacją dotyczącą kręcenia wideoklipu.

## Lista utworów

### Wielka Brytania
- Promo CD CDRDJ6687 wydane w marcu 2006.

1. „The Hardest Part” – 4:25

- 12" 12R6687 Live EP mające w oryginale ukazać się 6 kwietnia 2006 roku, jednak ostatecznie niewydane.

### Międzynarodowe CD
- Europejskie CD 00946 3 63243 2 6 wydane 15 maja 2006.
- Japońskie CD TOCP-40189 wydane 24 maja 2006.
- Australijskie CD 0946 3 63242 2 7 wydane 13 czerwca 2006.

1. „The Hardest Part” – 4:25
2. „How You See the World” (na żywo z Earls Court)

## Wideoklip
Do piosenki nakręcone zostały dwa wideoklipy. Pierwszy z nich wyreżyserowała Mary Wigmore. Został on nakręcony w porcie morskim 3 marca 2006 roku w St. Petersburgu na Florydzie. Na głównym planie widoczna była para, mająca 84 lata kobieta i mający 25 lat mężczyzna, wykonująca imponujące figury akrobatyczne. W tle widać zespół wykonujący piosenkę, w strojach z lat osiemdziesiątych. Druga wersja teledysku przedstawiała kameę ojca Chrisa, Anthony'ego Martina, jednak nie została nigdy opublikowana. Wideoklip miał swoją premierę w środę 22 marca 2006 roku o godzinie 23:05 na brytyjskim Channel 4.